# João Amazonas
João Amazonas de Souza Pedroso (Belém, 1 de enero de 1912 — São Paulo, 27 de mayo de 2002) fue un teórico marxista, político revolucionario, guerrillero y líder del PCdoB. Participó, tras la ilegalización del PCB, en la Guerrilla del Araguaia. Tras muchos años de activismo en el exilio, fue Secretario general y presidente del PCdoB desde 1980 hasta 2001.

## Biografía
João Amazonas nació en Belém el 1 de enero de 1912. Era hijo de João de Sousa Pedroso y de Raimunda Leal Pedroso. Según el semanario Pasquim, el sobrenombre Amazonas fue adoptado por su padre, “um português apaixonado pela Amazônia”. Su madre era descendiente de indígenas brasileños.
Inició su vida política a los 18 anos, participando al Norte del país en la Revolução de 1930, que llevó a Getúlio Vargas a la presidencia del Governo Provisório. Más tarde, en 1935, cuando trabajaba en el sector de las exportaciones, en una fábrica de masas alimenticias llamada Palmeiras, en su ciudad natal, ingresó en el Partido Comunista Brasileiro, entonces llamado Partido Comunista do Brasil (PCB), convirtiéndose en poco tiempo miembro de su comité estatal. Hacia 1935, fue uno de los dirigentes de la región de Pará que promovieron la Aliança Nacional Libertadora (ANL), frente antifascista y antiimperialista de ámbito nacional, que, bajo la influencia del PCB, promovía la revolución comunista. En efecto, el 23 de noviembre de 1935 estalló la revuelta en Natal, el día 24 en Recife y el día 27 en Río de Janeiro, entonces Distrito Federal. Fue sofocada con prontitud por las fuerzas gubernamentales. João Amazonas cayó preso durante dos meses y fue sometido a proceso político-militar, aunque no resultó condenado.
Casado con Edíria Amazonas, tuvo tres hijos.

## Trayectoria
Tras su ingreso en el Partido Comunista, João Amazonas organizó una célula comunista en la empresa en que trabajaba y organizó el sindicato de su categoría. El mismo año que inició su participación política fue detenido durante 15 días por su implicación en el movimiento denominado União dos Proletários de Belém.
A comenzar el año 1936, João Amazonas es nuevamente detenido por su militancia en la ANL. Durante la prisión, João Amazonas y Pedro Pomar realizan una huelga de hambre contra las pésimas condiciones de las cárceles brasileñas. A la vez, empieza a dar clases de concienciación política y marxismo-leninismo a los otros detenidos. En junio de 1937, João Amazonas es absuelto por falta de pruebas, después de un año y medio de prisión.

## Reorganización del Partido Comunista
Con el golpe de Estado de Getúlio Vargas, justificado por el falso Plan Cohen y que implantó el régimen  del Estado Novo, la represión a los comunistas aumenta. Y el 10 de septiembre de 1940, João Amazonas, un activista destacado en el sector de propaganda y que ejercía cargos de dirección en el PCB del estado de Pará, es nuevamente detenido por oponerse al gobierno de Getulio Vargas. Amnistiado, fue elegido constituyente. Pero, bajo el Gobierno Dutra, tuvo que pasar a la clandestinidad.

## Ruptura del PCB
Abierta la polémica por la herencia de Stalin en el Partido Comunista Brasileño (PCB), João Amazonas lidera una corriente minoritaria, que se enfrenta a la línea de Luis Carlos Prestes. La Declaração de Março de 1958 expone las líneas de división de ambos grupos y da pábulo al debate, que concluye con la realización del 5º Congreso (1960). En 1962 se consuma la escisión y surgen dos partidos comunistas en el país: PCB y el PCdoB, dos formaciones antagónicas. João Amazonas, junto con Maurício Grabois, Pedro Pomar y Angelo Arroyo, defendía una línea más dura y próxima al comunismo chino. En contra, Luis Carlos Prestes era favorables a realizar reformas ideológicas y criticar el estalinismo, siempre de la mano de la URSS.

## Dictadura militar
En la década de 1960, la dictadura militar ilegalizó a los dos partidos comunistas. Amazonas se ve acorralado y colabora en la organización de un movimiento guerrillero cerca de su estado natal, al sur de Pará. Allí nació hacia 1970 la Guerrilla del Araguaia, momento en el que los comunistas del PCdoB defienden la lucha armada y toman las armas. El jefe militar de la Guerrilla del Araguaia fue Maurício Grabois, muerto en combate contra el Ejército brasileño en la Navidad de 1973. En tres años, el grupo guerrillero fue aniquilado y la mayor parte del centenar de combatientes que lucharon en sus filas están desaparecidos. En 1976, en São Paulo, las fuerzas represivas irrumpieron en una casa donde estaba reunido el Comité Central del PCdoB y mataron a tres de sus miembros y detuvieron a otros seis, en el episodio conocido como "la masacre de Lapa".
João Amazonas se exilió y regresó en 1980 por la ley de amnistía. Durante este tiempo, participó en multitud de conferencias y dio charlas en universidades de todo el mundo.

## Secretario general y presidente del PCdoB
Tras el fin de la Dictadura y la legalización de los partidos políticos, João Amazonas fue Secretario general del PCdoB por un largo periodo. En el 8º Congreso del PCdoB, celebrado del 3 al 8 de febrero de 1992, João Amazonas fue reelegido Presidente Nacional del Partido. En el transcurso del congreso, Amazonas presentó el texto "Por la unidad del movimiento comunista" a los partidos y organizaciones revolucionarias de diferentes continentes. En este importante texto teórico de Amazonas, en plena crisis del comunismo por la caída del Muro de Berlín, el político comunista cita dos casos específicos de traición a la clase obrera y al movimiento comunista, "el partido de la Sinistra", en Italia (surgido de la disolución del Partido Comunista Italiano) y el caso del Partido Socialista Brasileño, heredero del Partido Comunista brasileño (PCB), que repudió los símbolos y la ideología marxista-leninista y se convirtió en un ejemplo de "traición al comunismo".

### Coalición presidencial de Lula da Silva
João Amazonas fue uno de los artífices del frente político que llevó a Lula da Silva al poder en las elecciones de 2002. Fundó el Frente Brasil Popular, que arroparía la campaña Lula-lá de 1989. La figura de Lula da Silva siempre contaría con el apoyo del PCdoB. En uno de sus últimos actos como presidente del PCdoB, pocas semanas antes de su muerte, João Amazonas recibió a una delegación compuesta por el propio Lula da Silva y Zé Dirceu, en la sede nacional del Partido, iniciando formalmente la campaña victoriosa de las elecciones de 2002.
Fue sustituido en el cargo de Secretario general del PCdoB por Renato Rabelo, que lo acompañó desde 1972, y fue presidente nacional del PCdoB desde 2001.

## Muerte
Falleció a los noventa años el 27 de mayo del 2002, víctima de una insuficiencia respiratoria, tras estar hospitalizado durante seis días en la unidad de cuidados intensivos (UCI) del Hospital Nueve de Julio de San Pablo. Su cuerpo fue expuesto en la Asamblea Legislativa de San Pablo (ALESP) y fue incinerado en el crematorio de Villa Alpina. Cumpliendo sus deseos, sus cenizas fueran esparcidas en la región de Araguaia, lo que le permitió reunirse simbólicamente con sus compañeros caídos en la guerrilla.
El entonces presidente Fernando Henrique Cardoso lamentó la muerte de Amazonas considerándolo:

Un hombre que luchó por sus ideales y dejó huella en las luchas populares.